# Randy Harrison
Randy Harrison, all'anagrafe Randolph Clarke Harrison (Nashua, 2 novembre 1977), è un attore statunitense, attivo in campo televisivo, teatrale e cinematografico.
È noto soprattutto per il ruolo di Justin Taylor nella serie tv Queer as Folk (2000-2005).

## Biografia
Nato a Nashua, in New Hampshire, all'età di 11 anni si trasferisce con la famiglia ad Alpharetta, in Georgia e frequenta la Pace Academy, una scuola privata ad Atlanta. Il padre è un imprenditore di una grande azienda di carta e la madre è un'artista, ha un fratello maggiore dirigente bancario.
Frequenta la University of Cincinnati's College-Conservatory of Music (CCM), dove ottiene il "Bachelor of Fine Arts degree in musical theatre". Durante la sua permanenza alla CCM, partecipa ad alcuni spettacoli teatrali universitari come "Hello Again", "Shopping and Fucking" e "Children of Eden". Ottiene ruoli anche in alcuni teatri negli Stati Uniti in produzioni come: "Violet" allo Ensemble Theatre di Cincinnati, "1776" al St. Louis Municipal Theatre, "West Side Story" al Forestburg Playhouse, "A Midsummer Night's Dream", "The Real Inspector Hound" e "A Cheever Evening".
Debutta sul piccolo schermo nel ruolo di Justin Taylor, un teenager gay, nella versione americana di Queer as Folk. Nel corso della sua carriera ha recitato anche in diversi musical, tra cui Hello, Again, Wicked, Sunday in the Park with George e Cabaret.
È dichiaratamente gay.

## Filmografia

### Cinema
- Bang Bang You're Dead, regia di Guy Ferland (2002)
- Thinking..., regia di Marci Adilman - cortometraggio (2008)
- Julius Caesar, regia di Patrick J. Donnelly (2010)
- Such Good People, regia di Stewart Wade (2014)

### Televisione
- Queer as Folk – serie TV, 83 episodi (2000-2005)
- Mr. Robot - serie TV, 2 episodi (2015)